# بحيرة اليمونة
بحيرة اليمونة، وهي بحيرة صناعية، وضعت سلطات الإنتداب الفرنسي في العام 1936 دراسات لإنشاءها في منطقة بعلبك في البقاع اللبناني، إلا أن العمل لم ينفذ إلا في العام 2009 م.

## المواصفات
البحيرة عبارة عن مسطح مائي محجوز بسد قليل الارتفاع يخزن 1,5 مليون متر مكعب من مياه نبع الغزارة، وذلك لأنها منطقة زلزالية متعارف عليها عالميا. مساحة البحيرة 32 هكتاراً، ويبلغ عرض جسم السد ثلاثة امتار افقيا ومتراً واحداً عموديا وانحناء الجسم الخلفي للسد هو أربعة أمتار افقياً ومتراً واحداً عموديا وارتفاعه الاقصى سبعة امتار اما طول الطريق الدائرية فتبلغ 2520 متراً وعرضها ثلاثة امتار. والمشروع برمّته هو قيد التنفيذ بدءا من العام 2009.

## الاستخدام
تستخدم مياه بحيرة اليمونة في ري مساحات لا بأس بها من أراضي سهل البقاع، وكذلك من المخطط أن يتم استخدام كميات منها لتأمين مياه الشرب النظيفة لبعض مناطق بعلبك. 
 وقديما كانت اليمونة عبارة عن أراضٍ تتجمع فيه المياه على شكل مستنقعات، فقامت سلطات الانتداب الفرنسي باستغلال هذه المياه وجرها من خلال ثقب الجبل الشرقي بنفق يمتد 3000 متر إلى قرية الدار الواسعة لري الأراضي الواقعة بين دير الأحمر شمالا والسعيدة جنوبا، فوصلت المياه إلى السهل متدفقة من علو يناهز 300 متر ليتكون منها شلال كبير صار يعرف بشلال اليمونة.